# Chinesische Hauskirche
Die Chinesischen Hauskirchen sind Hauskirchen, die einen Teil des Christentums in China ausmachen. Sie haben viele Millionen Besucher. Die Zahl ihrer Mitglieder steigt. Viele der Hauskirchen gehören zum Protestantismus in China. Es besteht eine Überschneidung der Gruppe der chinesischen Hauskirchen mit der Gruppe der Wiedergeburt, den Unabhängigen Kirchen in China, der Kleinen Herde und der Römisch-katholischen Kirche.

## Hintergrund
Das ursprüngliche traditionell europäisch geprägte Christentum in China litt an einem Mangel an chinesischen Klerikern. Bei den staatlich anerkannten Kirchen waren in den 1980er Jahren mit etwa 15.000 Priestern kaum mehr im Einsatz als 1949. Dies fiel bei den Hauskirchen, die auf die Mitwirkung von Laien und insbesondere auch Frauen setzten, keineswegs als Mangel auf; sie wuchsen auch während der Verfolgung der christlichen Kirchen bis 1979. Gegen ihre Absicht beförderte die Kulturrevolution die Ausbreitung der Local Churches, da viele städtische Familien sich gezwungen sahen, ein Kind zeitweise in die ländlichen Regionen zu schicken. Als 1979 offene religiöse Betätigung nicht mehr verboten wurde, waren auch in den Regionen eine Vielzahl von Gemeinden vorhanden. Bereits 1989 sprachen offizielle Stellen vom Christentumfieber (Christianity fever), da entgegen den Erwartungen vieler das Christentum keineswegs ausgerottet war, sondern insbesondere der Protestantismus erhebliche Wachstumsraten zu verzeichnen hatte.
Die Situation der Hauskirchen in Festlandchina ist nicht völlig frei, hatte sich jedoch verbessert. China ist beim Weltverfolgungsindex 2013 von Open Doors auf Platz 37. Daher entstanden die Hauskirchen als Untergrundkirchen. 
Allerdings werden die Hauskirchen vom Chinesischen Christenrat in der Regel mit Bibeln, Gesangbüchern und anderen Schriften unterstützt, und auch die soziale und karitative Arbeit vieler ihrer Kirchenmitglieder wird anerkannt. Die Regierung will die Kirchen nicht nur unterstützen, sondern auch kontrollieren; die nicht registrierten Gemeinschaften beanstanden den Mangel an Rechtssicherheit bei Streitfällen mit lokalen Funktionären. Dies ist ein allgemeines Problem in China, welches aktuell bis in die obersten Parteigremien behandelt wird. So schätzt Amnesty International jährlich etliche Tausend Verhaftungen. Andere Schätzungen liegen bei knapp 1000 Verhaftungen. Bei über 25 Mio. Mitgliedern der Hauskirchen sind dies zwar Einzelfälle, es kann aber bei Streitfällen sehr wohl zu Verhaftungen kommen. Zwischen dem Vatikan und der chinesischen Regierung kommt es immer wieder zu Streit, und der Papst war bisher zu einer Reise nach China nicht bereit. Trotzdem sind inzwischen 85 % bis 90 % der Bischöfe der offiziellen „katholischen patriotischen Kirche Chinas“ vom Vatikan anerkannt, und der Papst versuchte in den letzten Jahren (bis 2008), zwischen den registrierten Katholiken und den nicht registrierten Katholiken zu vermitteln.

## Verfolgung
Der China-Analytiker Ethan Gutmann weist in seinem im August 2014 veröffentlichten Buch The Slaughter: Massenmorde, Organraub und Chinas geheime Lösung für sein Dissidentenproblem darauf hin, dass nicht nur Falun-Gong-Praktizierende, Uiguren und Tibeter Ziel des in China stattfindenden Organraubs wurden, sondern auch Mitglieder christlicher Hauskirchen. Dies wurde im gemeinsam erstellten Untersuchungsbericht des ehemaligen kanadischen Staatssekretärs und Kronanwalts David Kilgour, des kanadischen Immigrationsanwalts David Matas und des Chinaanalytikers Ethan Gutmann vom Juni 2016 erneut bestätigt.